# Pediobius taylori
Pediobius taylori  (лат.) — вид паразитических наездников рода Pediobius из семейства Eulophidae (Chalcidoidea) отряда перепончатокрылые насекомые. Восточная Африка (Уганда) и юго-западная Азия (Йемен). Длина около 1 мм. Голова широкая (почти в 2 раза шире своей длины). Тело голубовато-зелёное. Переднеспинка с шейкой, отграниченной килем (поперечным гребнем). Щит среднеспинки с развитыми изогнутыми парапсидальными бороздками. Ассоциированы с бабочками-огневками Metadrepana (Drepanidae), Mylothris (Pieridae) и ихневмоноидными наездниками Charops (Ichneumonidae, на коконах которых паразитируют) и растениями Loranthus (Loranthaceae). Вид был впервые описан в 1973 году и назван в честь энтомолога Т. Тейлора (Dr. T. H. C. Taylor).